# Sinobatis
Sinobatis is een geslacht uit de familie van pootroggen (Anacanthobatidae), orde Rajiformes.

## Soortenlijst
- Sinobatis andamanensis (Last & Bussarawit, 2016)
- Sinobatis borneensis (Chan, 1965)
- Sinobatis brevicauda (Weigmann & Stehmann, 2016)
- Sinobatis bulbicauda (Last & Séret, 2008)
- Sinobatis caerulea (Last & Séret, 2008)
- Sinobatis filicauda (Last & Séret, 2008)
- Sinobatis kotlyari (Stehmann & Weigmann, 2016)
- Sinobatis melanosoma (Chan, 1965)
- Sinobatis stenosoma (Li & Hu, 1982)